# 광주원음방송
광주원음방송 (光州圓音放送)은 대한민국의 원음방송 광주전남지역 네트워크권의 FM 라디오 방송국과 TV 방송국이다. 원불교의 주도로 설립된 재단법인 원음방송이 운영한다. 단, 전남 동부권 지역은 여수시, 순천시, 광양시, 고흥군 지역을 제외한다.

## 방송국 연혁
- 2006년 4월 20일 : 광주원음FM방송 허가추천
- 2007년 10월 11일 : 광주원음방송 정보통신부로부터 허가
- 2008년 4월 21일 : 광주원음방송 개국 (주파수: 107.9㎒, 호출부호 : HLQN)
- 2012년 4월 26일 : 원음방송 대표홈페이지 주소변경 및 확대 개편 (www.wbsi.kr)
- 2014년 9월 5일 : 원음방송 애플리케이션 오픈
- 2015년 1월 13일 : WBS TV 사업 수위단회 의결
- 2015년 4월 17일 : WBS TV 방송채널사용사업자 등록 (미래창조과학부)
- 2015년 9월 : 새 CI 변경
- 2015년 11월 30일 : WBS TV 개국

## 방송 송출 시설망
| 방송국       | 호출부호 | 송신소명      | 주파수     | 공중선전력 | 송신소 위치              | 방송구역 |
| ------------ | -------- | ------------- | ---------- | ---------- | ------------------------ | --- |
| 광주원음방송 | HLQN-FM  | 무등산 송신소 | FM 107.9㎒ | 1㎾        | 광주 동구 용연동 산354-4 | 광주광역시 전지역 목포시 일부, 해남군 일부, 구례군 일부, 보성군 일부 나주시 일부, 담양군 일부, 곡성군 일부, 화순군 일부, 장흥군 일부, 강진군 일부, 영암군 일부, 무안군 일부, 함평군 일부, 영광군 일부, 장성군 일부, 완도군 일부, 진도군 일부, 신안군 일부 |

### 라디오 시보 멘트
- 맑고 밝고 훈훈한 광주원음방송이 OO시를 알려드립니다. FM 107.9MHz WBS 광주원음방송입니다. HLQN

## 방영 프로그램
2020년 3월 2일부터 현재까지는 매일 오후 1시 55분, 오후 3시 55분, 저녁 7시 55분에는 1분간 성인가요 3곡을 짦게 들려주는 《1분 핫송》을 송출하고 있다. 설날, 추석 등 명절 연휴기간에는 《가는 길 오는 길 신청곡을 받습니다》로 대체되어 실시간 음악과 함께 생방송으로 진행된다. 첫째마당부터 여덟째마당까지 아침 7시부터 밤 12시(자정)까지 방송되며 1970년대부터 1990년대까지의 추억의 가요 및 2000년대 이상의 최신가요에 한하여 청취자들의 사연 및 신청곡을 받아서 선곡하고 있다.
- 성지의 아침 (매일)
- 하루를 여는 기도 (매일)
- 라디오 전서 (월요일 ~ 토요일)
- 교산 이성택 교무의 깨달음의 노래 (월요일 ~ 토요일)
- 특별한 아침! 정연아입니다 (월요일 ~ 금요일)
- 노래 하나 추억 둘 (매일)
- 원음의 소리 (월요일 ~ 금요일)
- 독경으로 일심을 (매일)
- 김희원의 기분좋은 12시! (매일)
- 진문진 교무의 가요세상 (월요일 ~ 금요일)
- 행복한 오후_광주 (월요일 ~ 금요일)
- 둥근소리 둥근이야기 (월요일 ~ 금요일)
- 아름다운 인생, 이동은입니다 (매일)
- 일원의 하모니 (월요일 ~ 금요일)
- 저녁심고 (월요일 ~ 금요일)
- 인산 조정중 교무의 원불교 경전강의 (월요일 ~ 금요일)
- 법문이 있는 음악카페 (매일)
- 자정기도 (매일)
- 일요법회 (일요일)
- 군종의 시간 (토요일)
- 心쿵! 2시 (토요일 ~ 일요일)
- 心쿵! 4시 (토요일 ~ 일요일)
- 최진용의 한방상담 (일요일)
- 교전 공부방 (토요일 ~ 일요일)
- 정산종사법어 공부 (토요일)

## 정규방송시간
- 새벽 5시 ~ 다음날 새벽 5시 (24시간)

## 같이 보기
- 광주불교방송
- 광주가톨릭평화방송
- 광주CBS
- 광주극동방송
- 목포극동방송
- kbc 광주방송
- 광주MBC
- 목포MBC
- KBS광주방송총국
- KBS목포방송국
- TBN 광주교통방송
- 글로벌광주방송
- 광주국악방송
- 남도국악방송